# Huazhou
Huazhou (化州市S, HuàzhōuP) è una città-contea della Cina, situata nella provincia del Guangdong e amministrata dalla prefettura di Maoming.